# Colonia Palo Prieto
Colonia Palo Prieto är en ort i Mexiko.   Den ligger i kommunen Tlaltizapán de Zapata och delstaten Morelos, i den sydöstra delen av landet, 80 km söder om huvudstaden Mexico City. Colonia Palo Prieto ligger 958 meter över havet och antalet invånare är 1 012.
Terrängen runt Colonia Palo Prieto är kuperad åt nordost, men åt sydväst är den platt. Colonia Palo Prieto ligger nere i en dal. Runt Colonia Palo Prieto är det ganska tätbefolkat, med 139 invånare per kvadratkilometer. Närmaste större samhälle är Emiliano Zapata, 16,9 km norr om Colonia Palo Prieto. I omgivningarna runt Colonia Palo Prieto växer huvudsakligen savannskog.